# Бареллан
Бареллан (англ. Barellan) — небольшой городок в графстве Наррандера (штат Новый Южный Уэльс, Австралия). Неофициально относится к региону Риверина.

## География, описание
Бареллан — типичный сельскохозяйственный городок, большинство жителей которого заняты в выращивании и обработке пшеницы. Он расположен на автодороге «Бёрли Гриффин» (B94).

Городок имеет условно прямоугольную форму, вытянут на два километра с запада на восток и на один километр с севера на юг, таким образом его площадь составляет около 2 км².

В городе имеется детский сад, совмещённый с начальной школой (до 12 лет), в которую ходят около 130 детей.
В городке некоторое время жила и училась в начальной школе известная теннисистка Ивонн Гулагонг, в честь неё на центральной улице установлена памятная табличка. Главная достопримечательность городка — копия теннисной ракетки Ивонны, установленная в 2009 году, когда город праздновал свой вековой юбилей. Ракетка имеет в длину 13,8 метров и обошлась в 40 000 долларов.

## Демография
В 2001 году в Бареллане проживали 359 человек (100 семей).
В 2006 году в Бареллане и агломерации проживали 513 человек (140 семей).
Согласно переписи 2011 года в Бареллане проживали 328 человек, 166 мужского пола и 162 женского. 27,4 % жителей были младше 20 лет (средний показатель по штату (СПпШ) 25,6 %), а 13,9 % старше 70 лет (СПпШ 10,3 %). Средний возраст жителя был 46 лет. В городке жили 90 семей, в семье в среднем было 1,9 детей. Среднее домохозяйство состояло из 2,4 человек, средний доход на домохозяйство составлял 831 доллар в неделю, на человека — 408 долларов, на семью — 906 долларов в неделю. 5,5 % жителей отнесли себя к аборигенам или выходцам с Торресова пролива (СПпШ 2,5 %).

О своём семейном положении жители Бареллана старше 15 лет сообщили следующее: состоят в браке и живут совместно — 49,2 % (СПпШ 49,4 %), состоят в браке, но живут раздельно — 5,8 % (СПпШ 3,1 %), разведены — 9,6 % (СПпШ 8,3 %), вдовствуют 6,5 % (СПпШ 5,8 %), не состоят в браке и никогда в нём не были 28,8 % (СПпШ 33,5 %).

О происхождении своих предков жители Бареллана сообщили следующее: австралийцы — 37,5 % (СПпШ 25 %), англичане — 28 % (СПпШ 24,2 %), ирландцы — 14,1 % (СПпШ 7,4 %), шотландцы — 7,4 % (СПпШ 6 %), немцы — 2,5 % (СПпШ 2,4 %). 8,8 % жителей были рождены вне Австралии (СПпШ 31,4 %), в том числе 2,7 % — в Великобритании (СПпШ 3,8 %). 83,3 % жителей сообщили, что оба их родителя родились в Австралии (СПпШ 51,9 %), а 6,7 % — что оба родились вне Австралии (СПпШ 36,7 %).

34 % жителей сообщили, что исповедуют англиканство (СПпШ 19,9 %), 33,1 % — католицизм (СПпШ 27,5 %), а 6,4 % являются атеистами (СПпШ 17,9 %).

Безработица составляла 4,7 % (СПпШ 5,9 %).

## История
18 ноября 1908 года до Бареллана дотянулась железная дорога (по состоянию на 2016 год ж/д станция не функционирует), а 1 апреля следующего года здесь открылось первое почтовое отделение, в результате чего поселение получило статус town. В 1924 году в городке открылась первая гостиница, «большая и довольно гостеприимная с впечатляющей верхней верандой». В том же году был построен домик для встреч членов недавно созданной «Ассоциации сельских женщин Австралии».

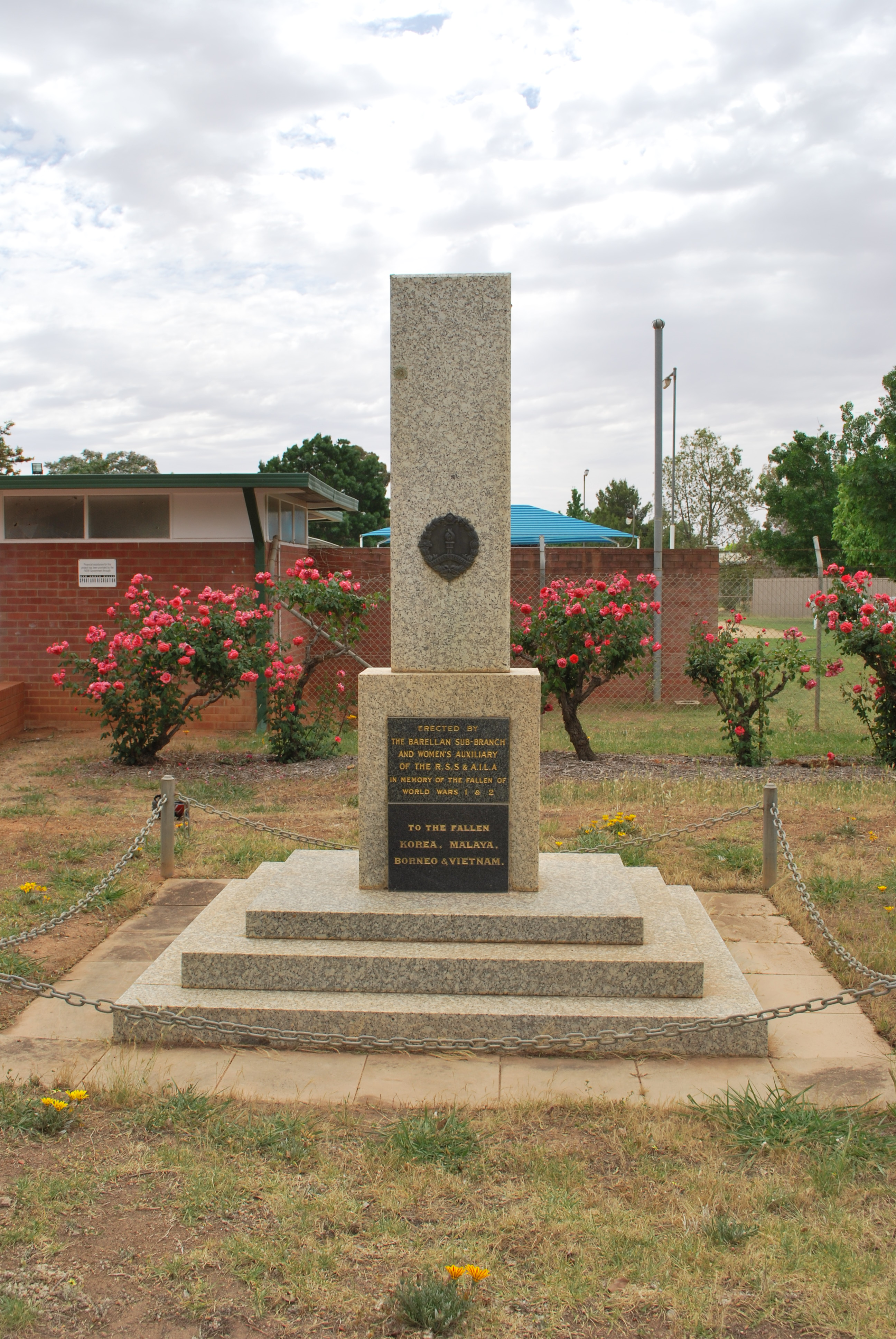
Воинский мемориал
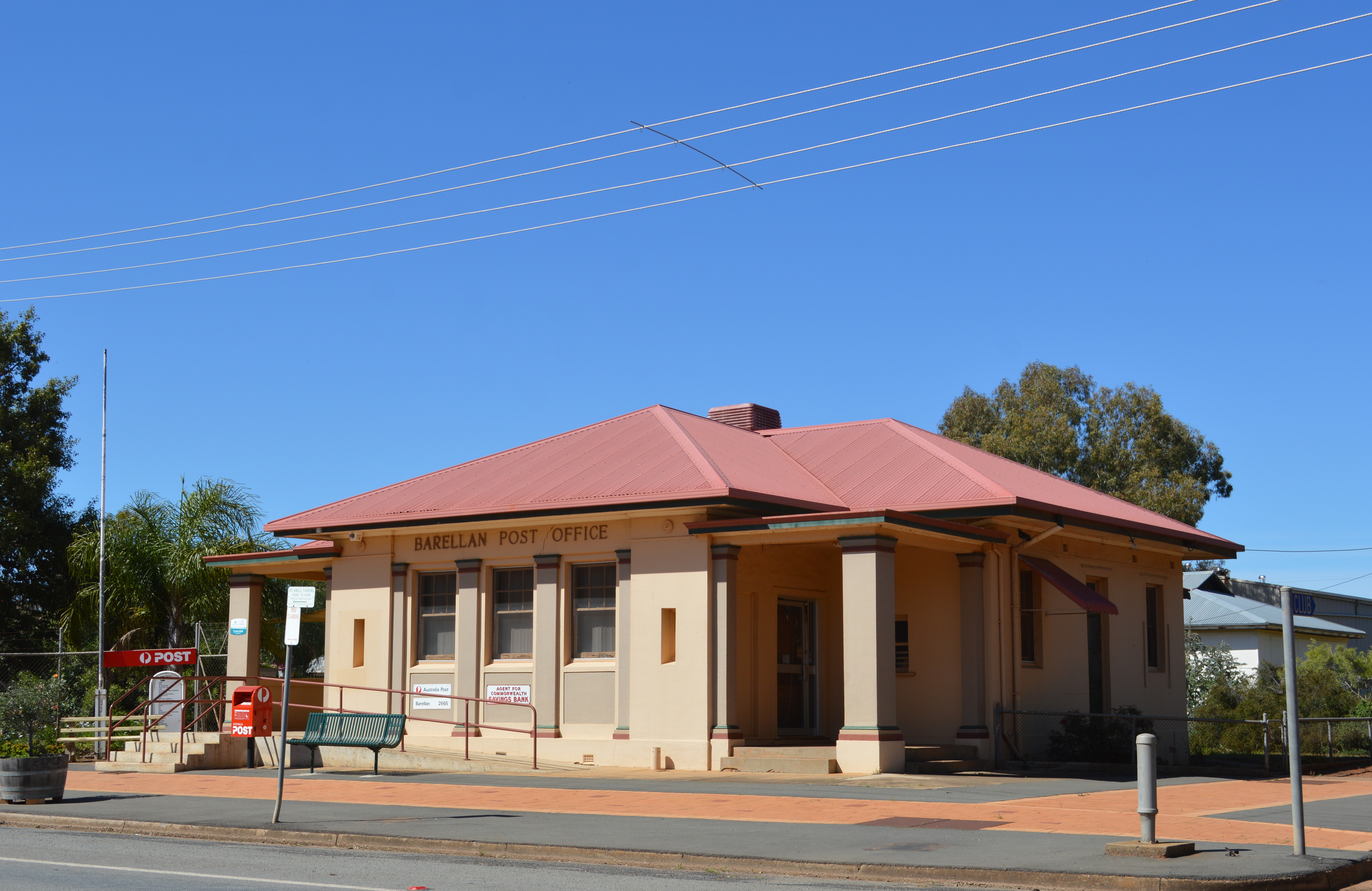
Почтовое отделение (открыто в 1909 году)
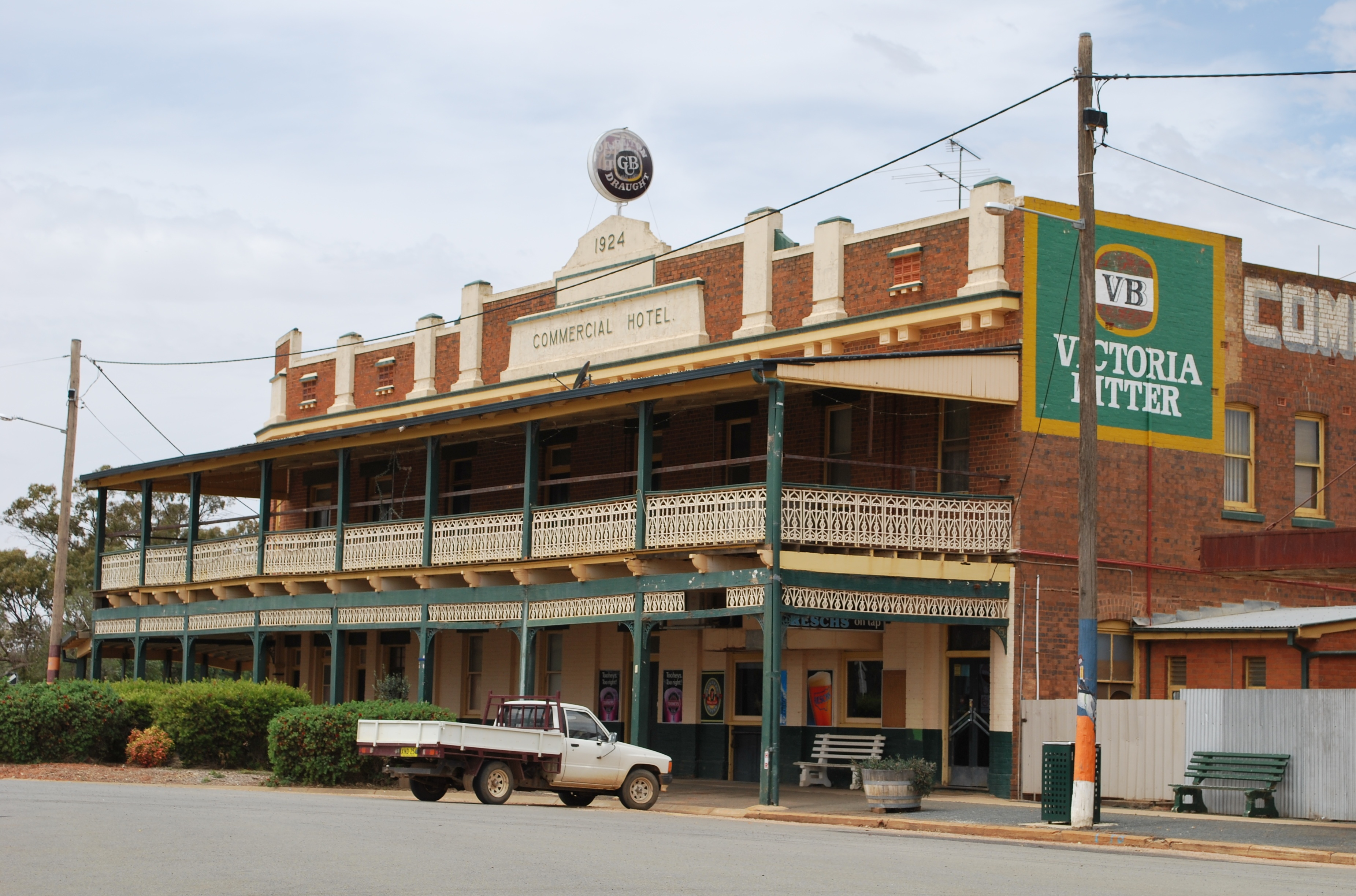
Первая гостиница города (построена в 1924 году)
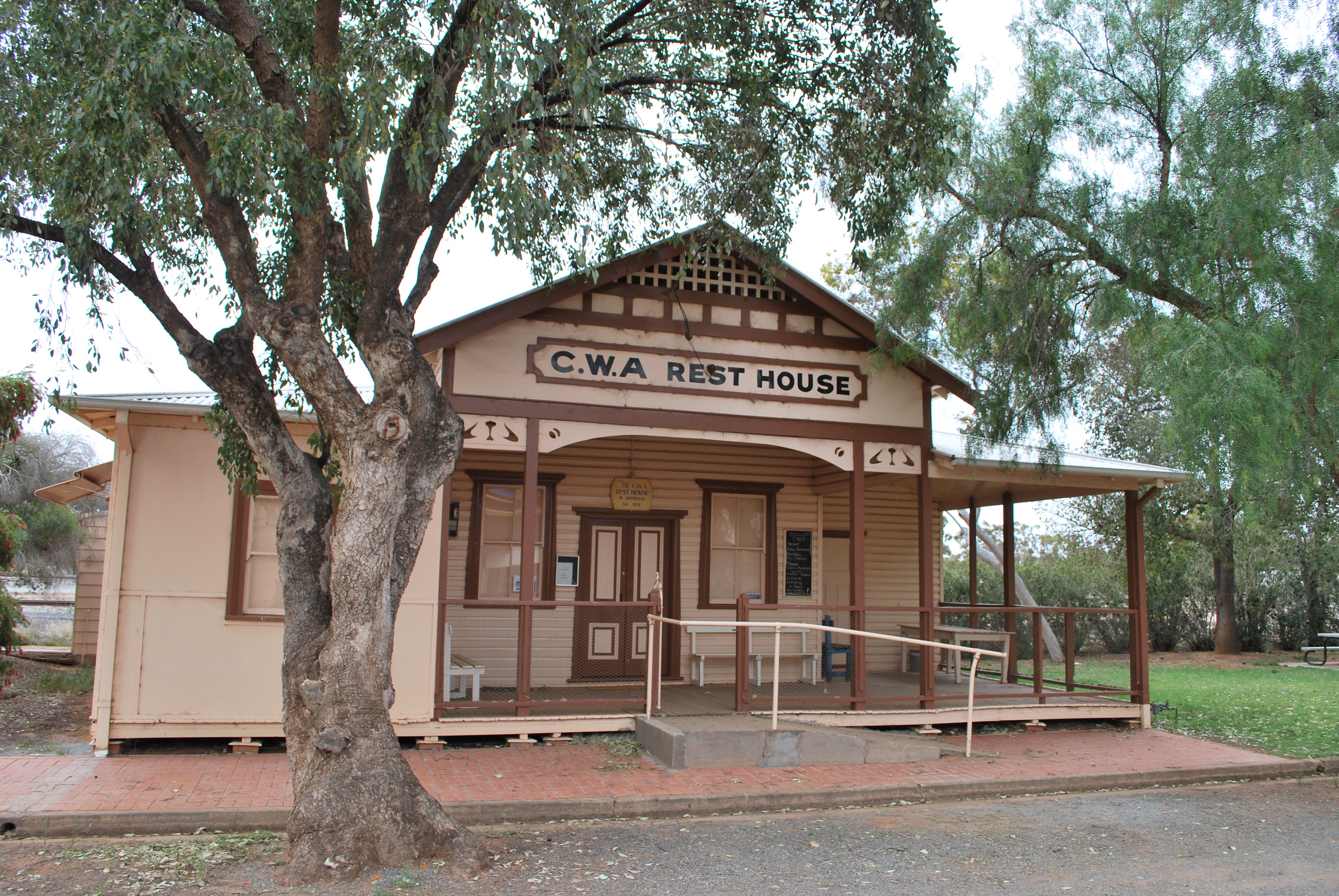
Домик для встреч членов «Ассоциации сельских женщин Австралии»[англ.] (построен в 1924 году)
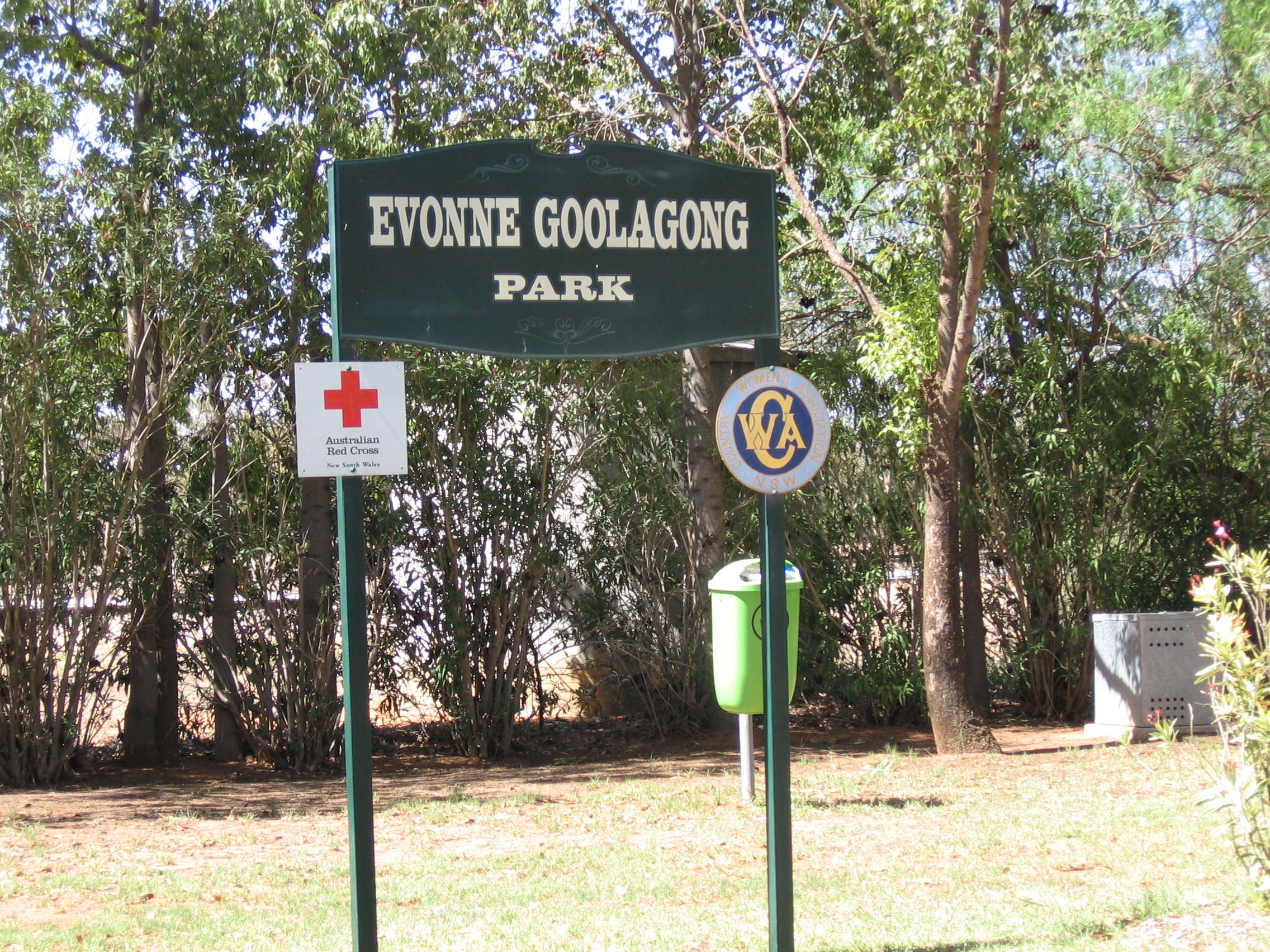
Парк Ивонны Гулагонг
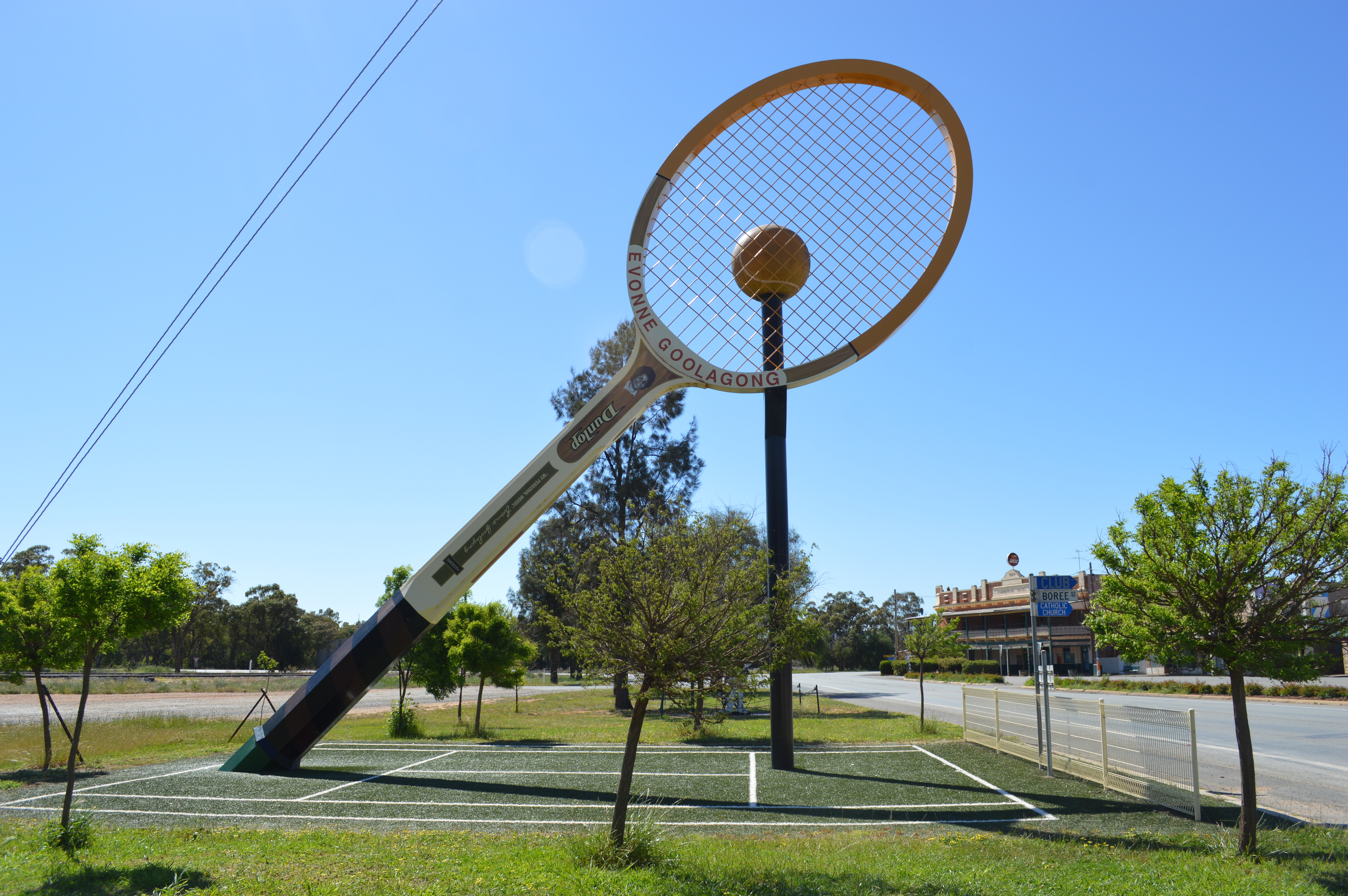
Самая большая теннисная ракетка в мире (13,8 метров)